# Матеус де Ган
Матеус де Ган (нід. Mattheus de Haan; 19 жовтня 1663 — 1 червня 1729) — двадцять перший генерал-губернатор Нідерландської Ост-Індії.

## Життєпис
Матеус де Ган народився в Дордрехті. Він був третьою дитиною Адріана де Гана та Йоганни Вейнґерден. 26 жовтня 1671 року його родина переїздить до Ост-Індії. Там, в Нідерландському Сураті, він у 1676 році стає молодшим помічником, і, просуваючись по кар'єрній драбині, стає в 1698 році старшим купцем. У наступному році він переїздить до Батавії, де працює радником при Раді Юстиції та Раді Індій. У 1722 він стає генеральним директором, другою за впливом людиню в колоніях.
16 жовтня 1724 року його обирають на посаду генерал-губернатора. 8 липня наступного року він приймає повноваженя.
Діяльність де Гана на посаді генерал-губернатора була протилежною до дій його попередника, Гендріка Звардекроона. Він згортає експерименти з виробництва шовку; через зріст виробництва кави в Європі на неї падають ціни, тож він наказує вирубувати плантації кавових дерев. Під час керівництва де Гана продовжується тиск з-боку конкурентів англійців.
1 червня 1729 Матеус де Ган помер. Він був похований у Батавії. Його наступником став Дідерік Дюрвен.